# هاب ويلسون
هاب ويلسون هو كاتب ومصور كندي، ولد في 1951.